# رياض المالكي
رياض نجيب عبد الرحمن المالكي (وُلد في 31 مايو 1955 في بيت لحم) سياسي فلسطيني، عمل وزيرًا للإعلام ومن ثم للخارجية لمدة 15 عامًا، يشغل الآن منصب مستشار رئيس دولة فلسطين للشؤون الدولية ومبعوث الرئيس الخاص.

## مناصبه
كان سابقًا محاضرًا في جامعة بيرزيت، ووزيرًا للإعلام في السلطة الوطنية الفلسطينية، ومتحدثًا باسم الحكومة الفلسطينية. شغل منصب وزير الخارجية وشؤون المغتربين منذ تشكيل حكومة سلام فياض الثانية في عام 2009 مرورًا بحكومة سلام فياض الثالثة، وحكومات رامي الحمد الله الأولى والثانية والثالثة، وأيضًا في حكومة محمد اشتية التي شُكلت عام 2019 وانتهت عام 2024.
عُين في 21 أبريل 2024، مستشارًا لرئيس الدولة للشؤون الدولية، ومبعوث الرئيس الخاص.
كان عضوًا في الجبهة الشعبية لتحرير فلسطين حتى استقالته منها احتجاجًا على موقفها من عدم المشاركة في الانتخابات التشريعية الفلسطينية في عام 1996.